# Ángel Fernández de los Ríos

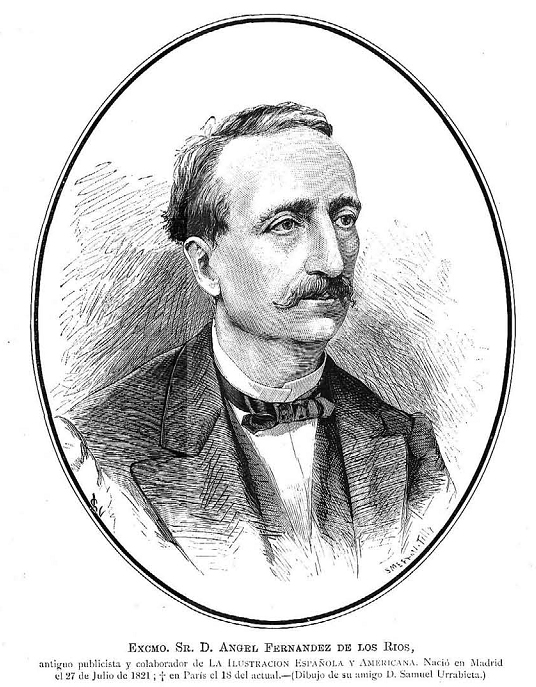
Ángel Fernández de los Ríos, tecknad av Samuel Urrabieta i La Ilustración Española y Americana.

Ángel Fernández de los Ríos, född den 27 juli 1821 i Madrid, död den 18 juni 1880 i Paris, var en spansk politiker och skriftställare.
Fernández de los Ríos var militär från 1842 till 1848, då en politisk mission till Mendizábal i Paris anförtroddes åt honom, varefter han deltog med iver i de politiska fejderna på Cánovas del Castillos och Vega de Armijos sida. När O'Donnells politik blev exklusivt konservativ, ställde sig Fernández de los Ríos i oppositionens led. Åren 1863–1866 bedrev han tillsammans med Castelar en energisk agitation mot monarkin, som nödgade honom att fly till Paris. Efter revolutionen 1868 återkom han till Madrid, inträdde i kommunalrepresentationen och arbetade för Madrids förskönande. Som diplomatisk agent för Prim, Sagasta, Figuerola och Ruiz Zorrilla avgick han 1869 till Lissabon för att erbjuda kung Ferdinand Spaniens krona, men underhandlingarna strandade. Det honom erbjudna guvernörskapet i Madrid avböjde han, men ingick i senaten. Misstroende Zorilla, vägrade Fernández de los Ríos även ta emot en ministerpost. Slutligen bröt han med de radikala och arbetade för en sammanslutning av alla republikaner. Med orätt misstänkt för att vara Zorillas agent tillfångatogs Fernández de los Ríos 1876 och fördes till Portugal, varifrån han snart utvisades och begav sig till Paris, där han stannade till sin död. De främsta av Fernández de los Ríos arbeten, banbrytande för nya idéer, är Estudio politico y biográfico sobre Olózaga, Guia de Madrid, Mi misión en Portugal och Las luchas politicas en la España del siglo XIX.